# Ålsjön (Västra Vingåkers socken, Södermanland)
Ålsjön är en våtmark, tidigare sjö i Vingåkers kommun i Södermanland och ingår i Nyköpingsåns huvudavrinningsområde.